# Filinia longiseta
Espèce
Filinia longiseta est une espèce de rotifères de la famille des Filiniidae.

## Habitat
Filinia longiseta est une espèce de rotifères dulcicoles : il peuple les étendues d'eau douce.